# Élection présidentielle américaine de 1880
L'élection présidentielle américaine de 1880 voit la victoire du républicain James A. Garfield face au démocrate Winfield Scott Hancock.
Conformément à une promesse faite durant la campagne de 1876, le président en exercice, le républicain Rutherford B. Hayes, ne se représente pas. Le Parti républicain, en proie à de graves dissensions, choisit comme candidat le représentant de l'Ohio James A. Garfield. Le Parti démocrate opte pour un militaire de carrière en la personne du général Winfield Scott Hancock. Une troisième force, plus radicale, le National Greenback Labor Party, menace la domination des deux grands partis durant la campagne, et son candidat, James B. Weaver, se distingue en faisant lui-même campagne sur le terrain. Deux autres candidats mineurs, le prohibitionniste Neal Dow (en) et l'antimaçonnique John W. Phelps, complètent la liste des prétendants à la présidence.
Après une campagne dont les thèmes principaux sont la mémoire de la guerre de Sécession, les droits de douane et l'immigration chinoise, l'élection se déroule le 2 novembre 1880 et voit une participation record de 78 % du corps électoral. L'écart entre les deux principaux candidats se chiffre en milliers de voix à peine, faisant de cette élection la plus disputée de l'histoire des États-Unis. Chacun d'eux arrive en tête dans dix-neuf États, mais Garfield bénéficie d'une avance confortable en termes de grands électeurs (214 contre 155), car il a remporté les États plus peuplés du Nord alors que Hancock a été plébiscité dans le Sud. Le Solid South reste acquis au Parti démocrate jusqu'aux années 1960.

## Contexte
En 1880, les deux principaux partis politiques des États-Unis, les Démocrates et les Républicains, se partagent la majeure partie du corps électoral américain. L'appartenance à un parti n'est pas une question purement politique : elle reflète souvent les origines ethniques et religieuses du votant, ainsi que son expérience de la guerre de Sécession ou celle de sa famille. Ainsi, la plupart des protestants du Nord votent républicain, tandis que les catholiques votent démocrate, de même que les habitants blancs du Sud. Le compromis de 1877 réduit l'importance de la Reconstruction dans le débat politique, mais il n'a pas complètement éliminé les traces laissées par la guerre civile dans la société américaine.
L'étalon-or constitue également un sujet de débat. Jusqu'à la guerre de Sécession, seules les monnaies d'or et d'argent avaient cours légal, mais le coût du conflit a forcé le Congrès à émettre les greenbacks, des billets financés par des emprunts d'État. Ces billets ont permis de financer l'effort de guerre, mais ils ont également entraîné une inflation telle que le pays n'en a pas connu depuis la Révolution. Une fois la paix revenue, les créanciers souhaitent un retour à l'étalon-or, surtout dans le Nord, contrairement aux débiteurs, surtout présents dans le Sud et dans l'Ouest, qui tirent bénéfice de la manière dont l'inflation réduit leurs dettes. Les ouvriers et certains hommes d'affaires apprécient également la facilité de crédit qu'apporte l'inflation. Cette question divise aussi bien les démocrates que les républicains et donne naissance à un troisième parti en 1876, le National Greenback Labor Party, qui s'oppose aux deux candidats majeurs de l'élection présidentielle cette année-là. La question s'intensifie après la démonétisation de l'argent par le Congrès en 1873 et le rachat de greenbacks contre de l'or à partir de 1879. En 1880, l'or constitue l'unique étalon du dollar américain, mais la question est encore loin d'être résolue.
Toujours dans la sphère économique, les droits de douane sont un autre sujet abordé durant la campagne de 1880. Les droits de douane élevé votés par le Congrès pendant la guerre de Sécession avaient pour but de financer le conflit : en rendant les produits étrangers plus chers, ils rendaient le commerce de produits américains plus facile. Pour les Républicains, cette politique protectionniste protège les travailleurs américains et favorise la prospérité du pays. En revanche, les Démocrates considèrent que ces mesures augmentent les prix de manière injustifiée et enrichissent le gouvernement fédéral alors que celui-ci n'en a plus besoin, la guerre étant terminée. Dans le Nord, de nombreux Démocrates approuvent les droits de douane élevés, mais ils évitent d'aborder ce sujet afin de ne pas affaiblir leur parti.
L'élection précédente, celle de 1876, s'est avérée l'une des plus serrées de l'histoire des États-Unis. Le vote populaire favorise légèrement le candidat démocrate Samuel Jones Tilden, mais les voix du Collège électoral sont ardemment disputées dans certains États, au point qu'il est nécessaire de nommer une commission bipartisane pour trancher. C'est en fin de compte le candidat républicain Rutherford B. Hayes qui est élu. Pour les Démocrates, il s'agit d'une « élection volée », et leur majorité à la Chambre des représentants passe le plus clair de l'année 1878 à l'étudier de près, sans pour autant parvenir à trouver des éléments susceptibles d'incriminer les Républicains. Tilden reste le candidat le mieux placé pour recueillir la nomination de son parti en 1880. En revanche, du côté républicain, Hayes s'est engagé à ne pas se représenter pour un second mandat. La nomination pour l'élection de 1880 devient donc l'enjeu de nombreuses manœuvres en sous-main, alors même que le parti est divisé par les choix effectués par Hayes pour la composition de son gouvernement, ainsi que par le schisme qui oppose les sénateurs Roscoe Conkling et James Blaine.

## Les conventions
Chaque parti définit son programme électoral et élit ses candidats lors de conventions qui se déroulent durant l'été 1880.

### La convention républicaine
La convention du Parti républicain se déroule du 2 au 8 juin à Chicago. Parmi la douzaine de candidats à l'investiture du parti, les favoris sont l'ancien président Ulysses S. Grant, le sénateur James Blaine et le secrétaire au Trésor John Sherman. Le premier, général de la guerre de Sécession, a été président de 1869 à 1877 et vise un troisième mandat présidentiel, du jamais vu à l'époque. Il bénéficie du soutien des partisans de Roscoe Conkling, surnommés par la suite les Stalwarts. Blaine, sénateur et ancien représentant du Maine, est soutenu de son côté par les Half-Breeds. Enfin, Sherman, frère du général William Tecumseh Sherman, est un ancien sénateur de l'Ohio appuyé par un petit groupe n'appartenant à aucune des deux grandes factions.
Lors du premier tour de scrutin, Grant reçoit 304 voix, Blaine 285 et Sherman 93. Aucun d'eux n'ayant recueilli les 379 voix nécessaires pour avoir la majorité, le scrutin se poursuit pendant de nombreux tours sans qu'un vainqueur ne se dégage. Après le trente-cinquième tour, certains partisans de Blaine et de Sherman reportent leurs voix sur un candidat de l'ombre, le représentant de l'Ohio James A. Garfield. Il emporte la majorité dès le tour suivant avec 399 voix. Afin d'apaiser les partisans de Grant, le nom de Levi Morton, un Stalwarts new-yorkais, est suggéré pour la candidature à la vice-présidence, mais l'intéressé décline sur l'avis de Conkling. C'est finalement un autre Stalwart new-yorkais, Chester A. Arthur, qui accepte d'être nommé, bien que Conkling lui ait suggéré de décliner lui aussi.

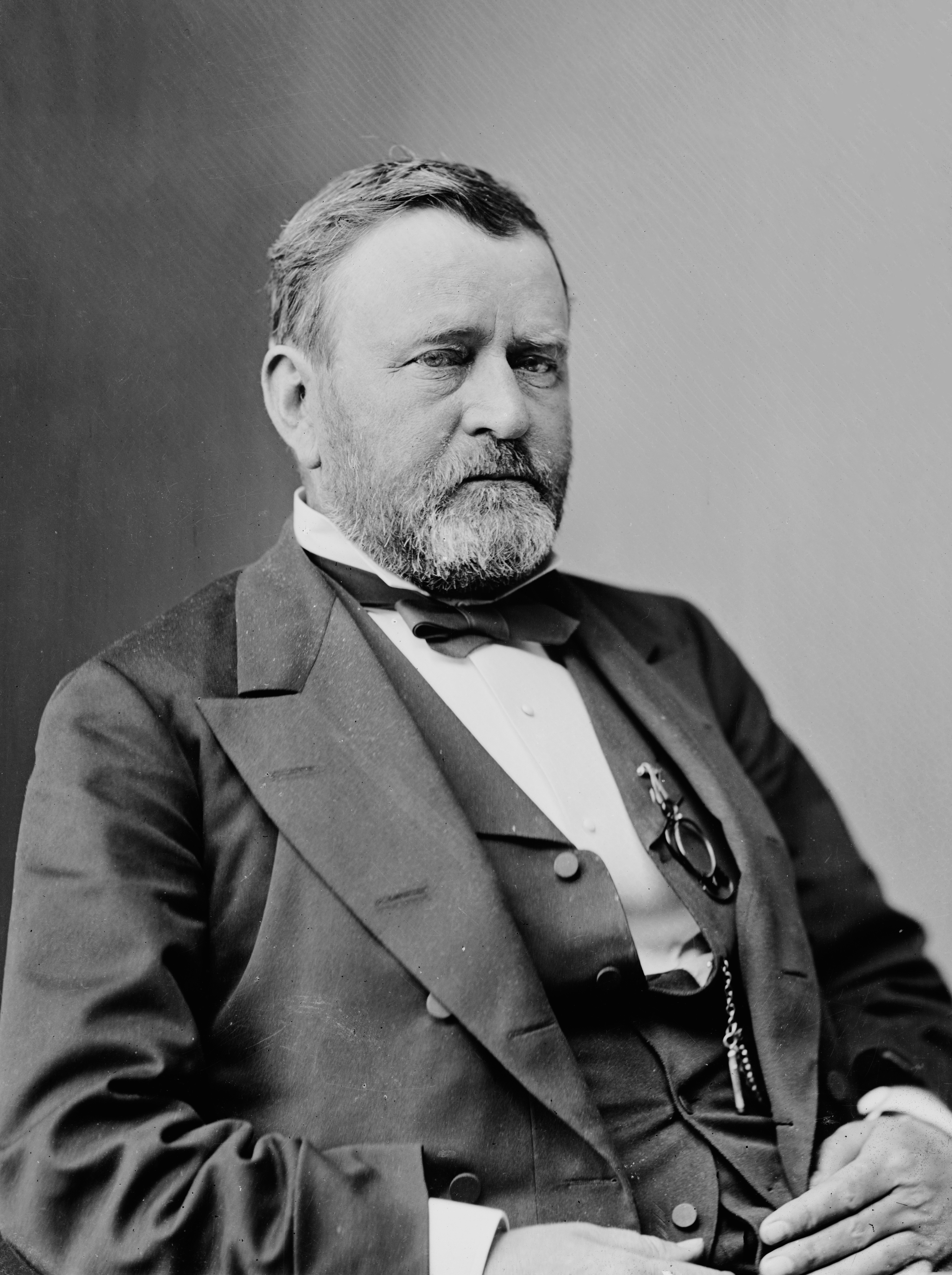
Ulysses S. Grant
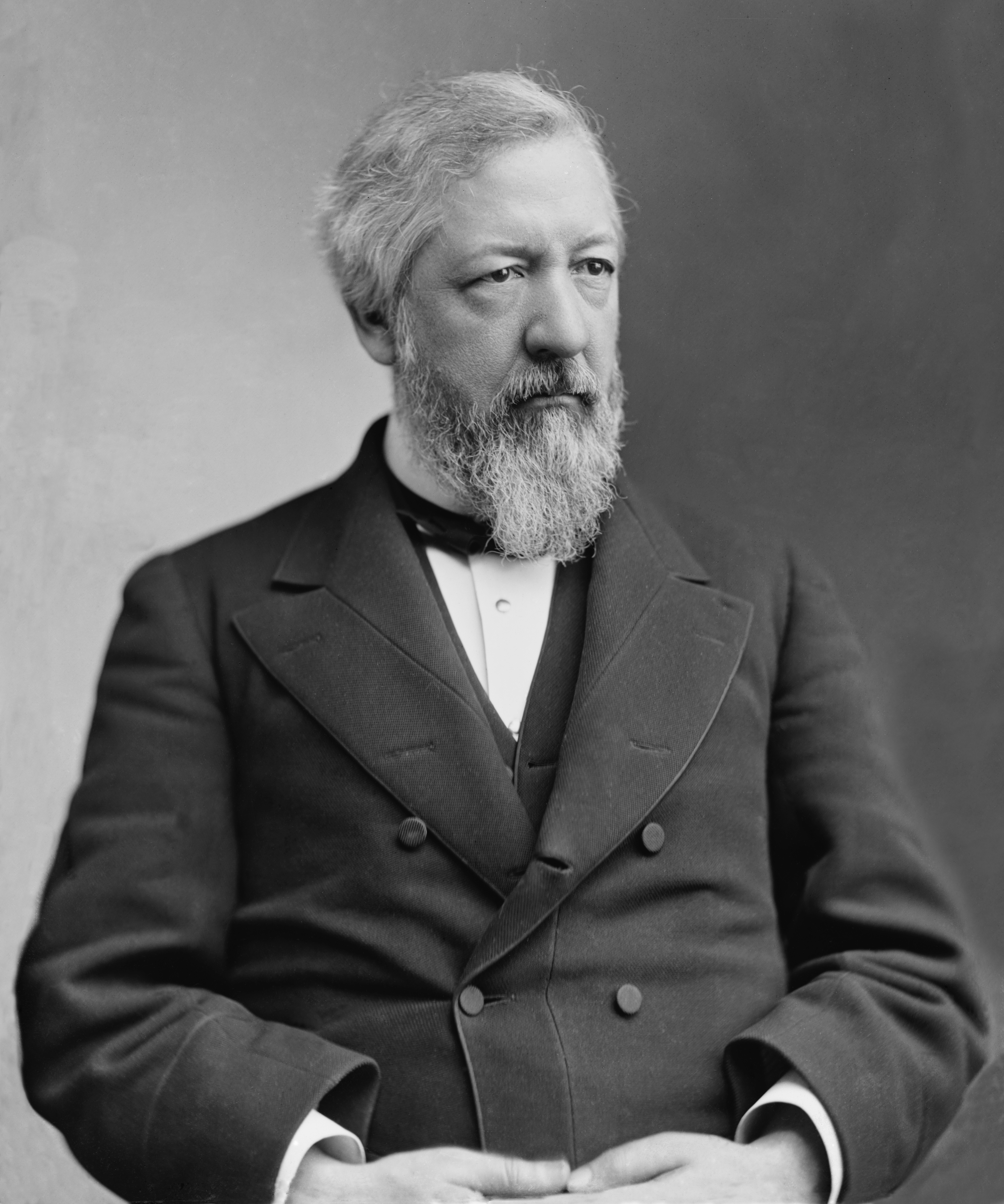
James G. Blaine
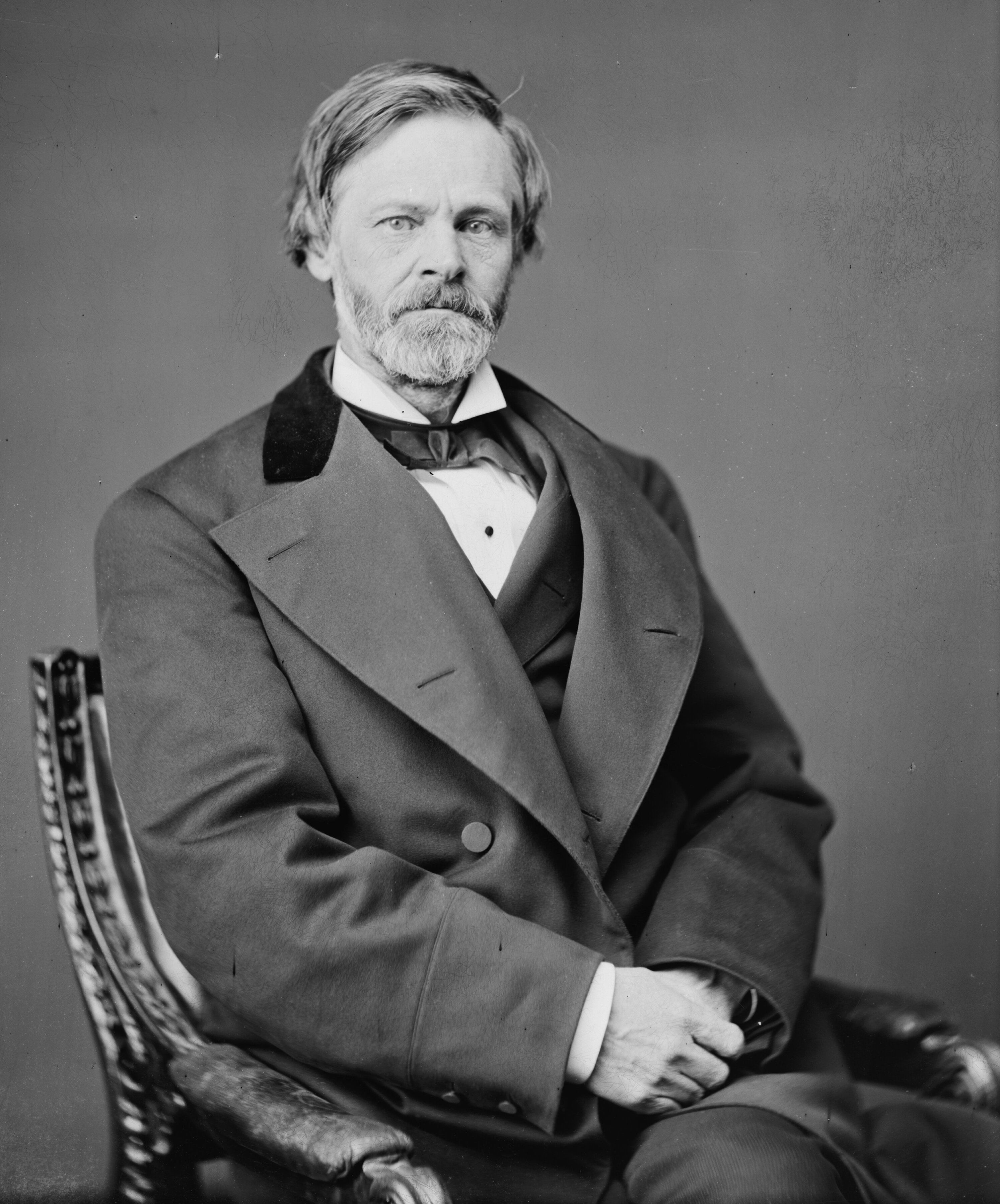
John Sherman
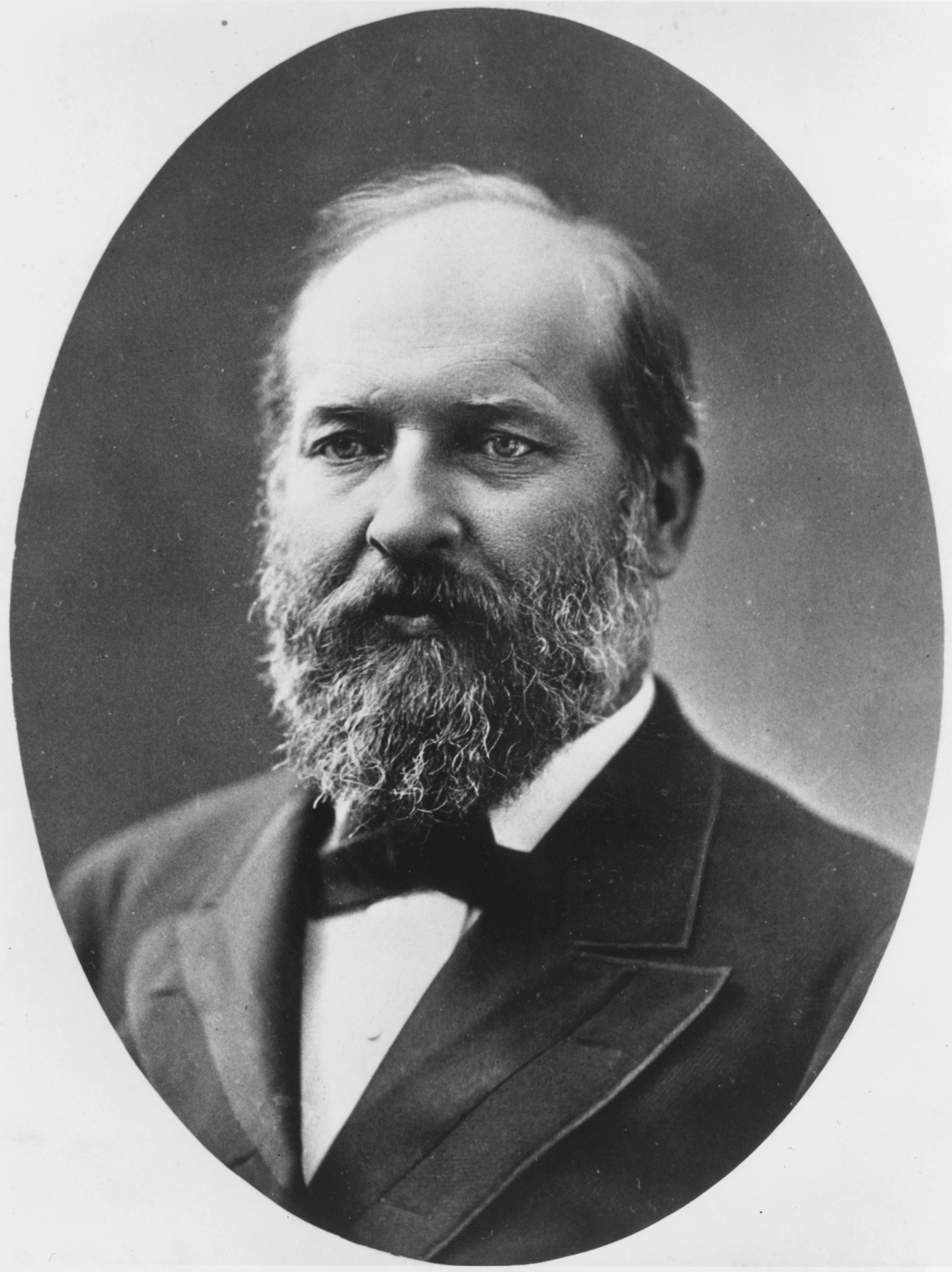
James A. Garfield

### La convention démocrate
La convention du Parti démocrate se déroule du 22 au 24 juin à Cincinnati. Parmi les candidats à l'investiture du parti, les favoris sont le major général Winfield Scott Hancock, un héros de la guerre de Sécession, et le sénateur conservateur du Delaware Thomas F. Bayard. Samuel Jones Tilden, le vaincu de l'élection de 1876, n'est pas officiellement candidat, mais son influence pèse lourd sur la convention. Il reste ambigu sur son intention de participer à une nouvelle campagne, ce qui divise ses fidèles.
Lors du premier tour de scrutin, Hancock et Bayard se partagent la majeure partie des voix, mais aucun d'eux n'emporte les 492 votes nécessaires pour obtenir la majorité des deux-tiers requise. Le reste se répartit entre Tilden lui-même et d'autres individus considérés comme de possibles successeurs à ce dernier, parmi lesquels l'ancien représentant de l'Ohio Henry B. Payne ou Samuel J. Randall, le président de la Chambre des représentants. Tilden annonce clairement son retrait de la course après ce premier tour, et les voix affluent alors vers Hancock, qui recueille 705 voix au second tour, décrochant la nomination de son parti. Un conservateur de l'Indiana, William Hayden English, est nommé pour la vice-présidence.

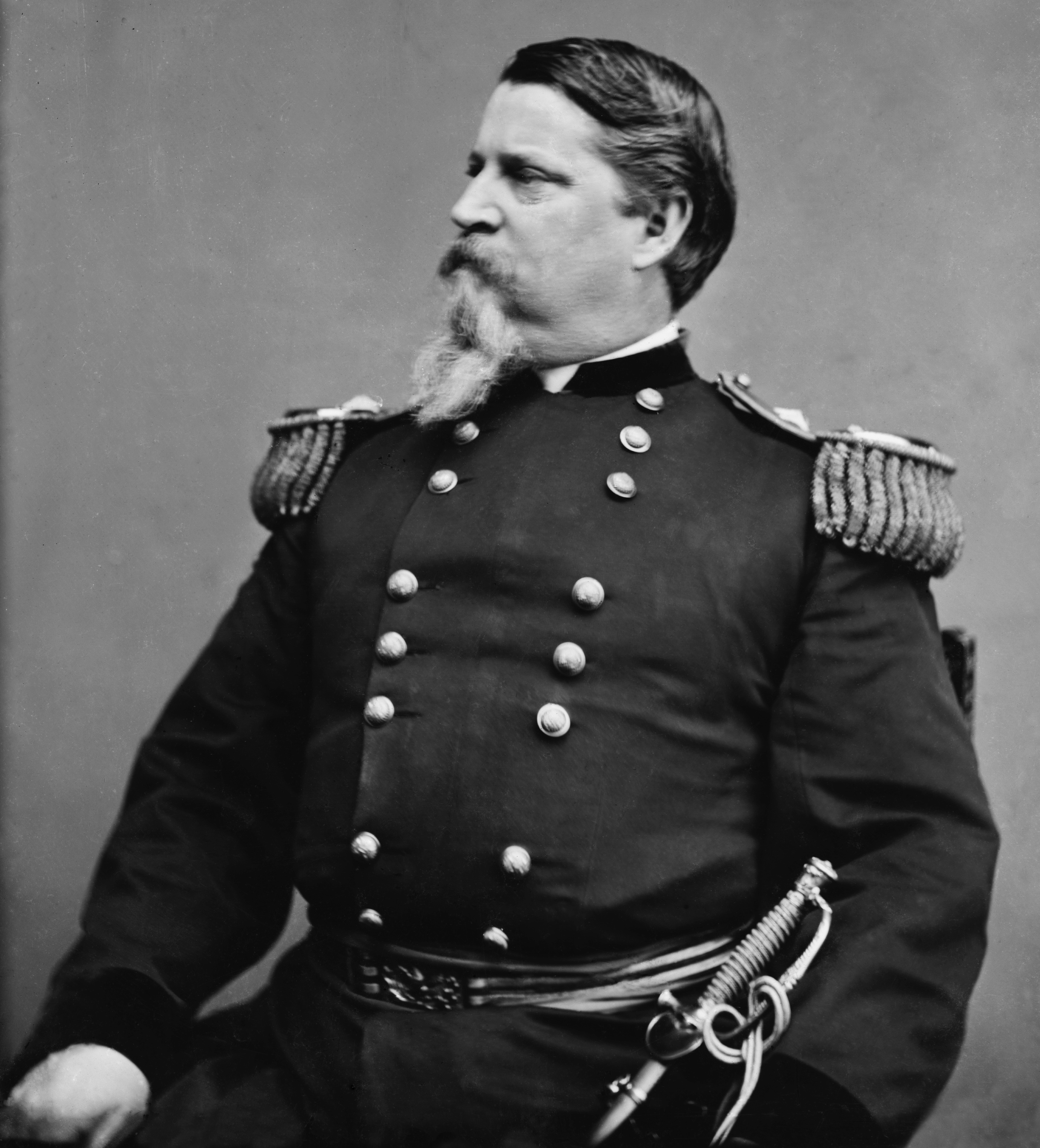
Winfield Scott Hancock
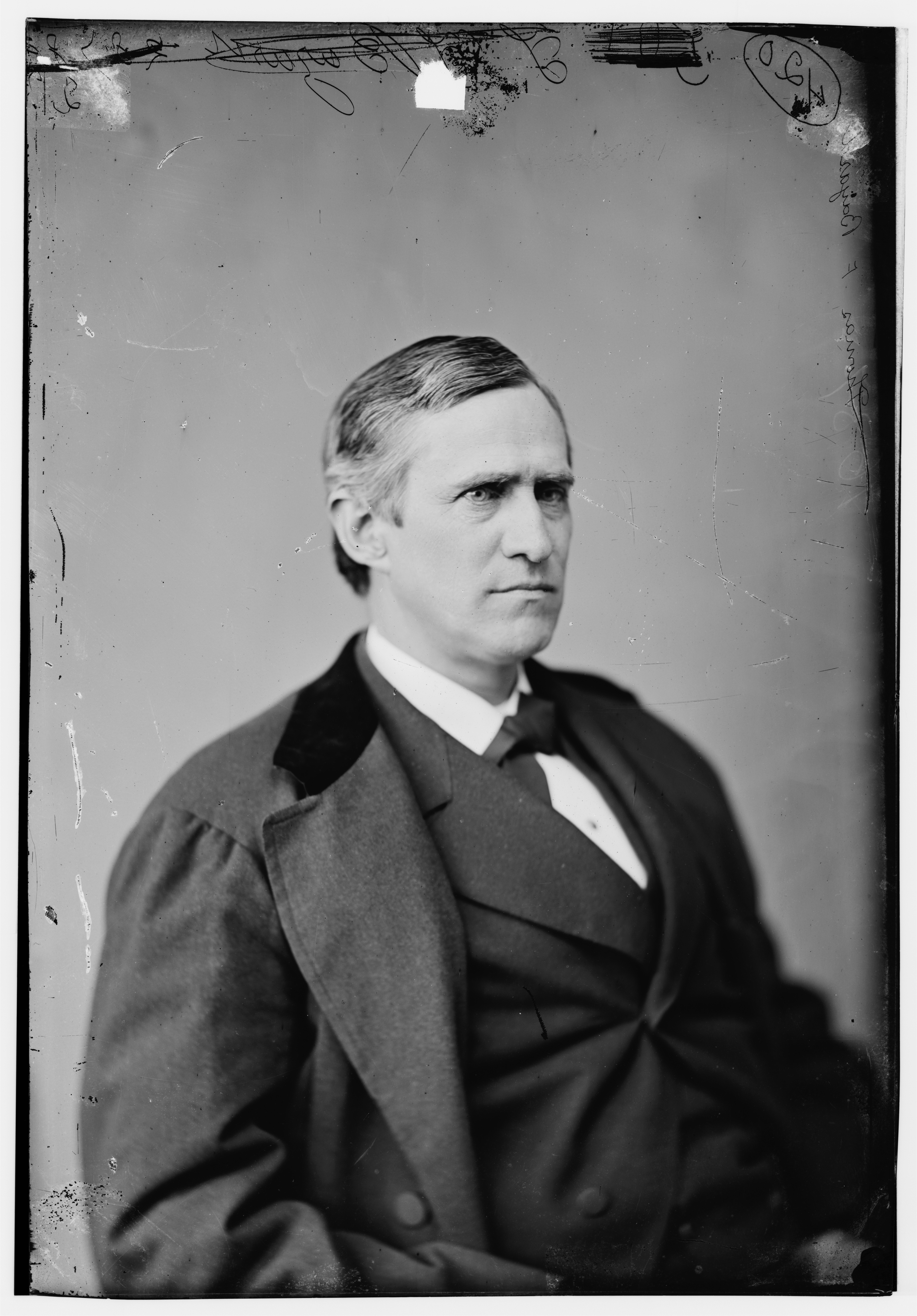
Thomas F. Bayard
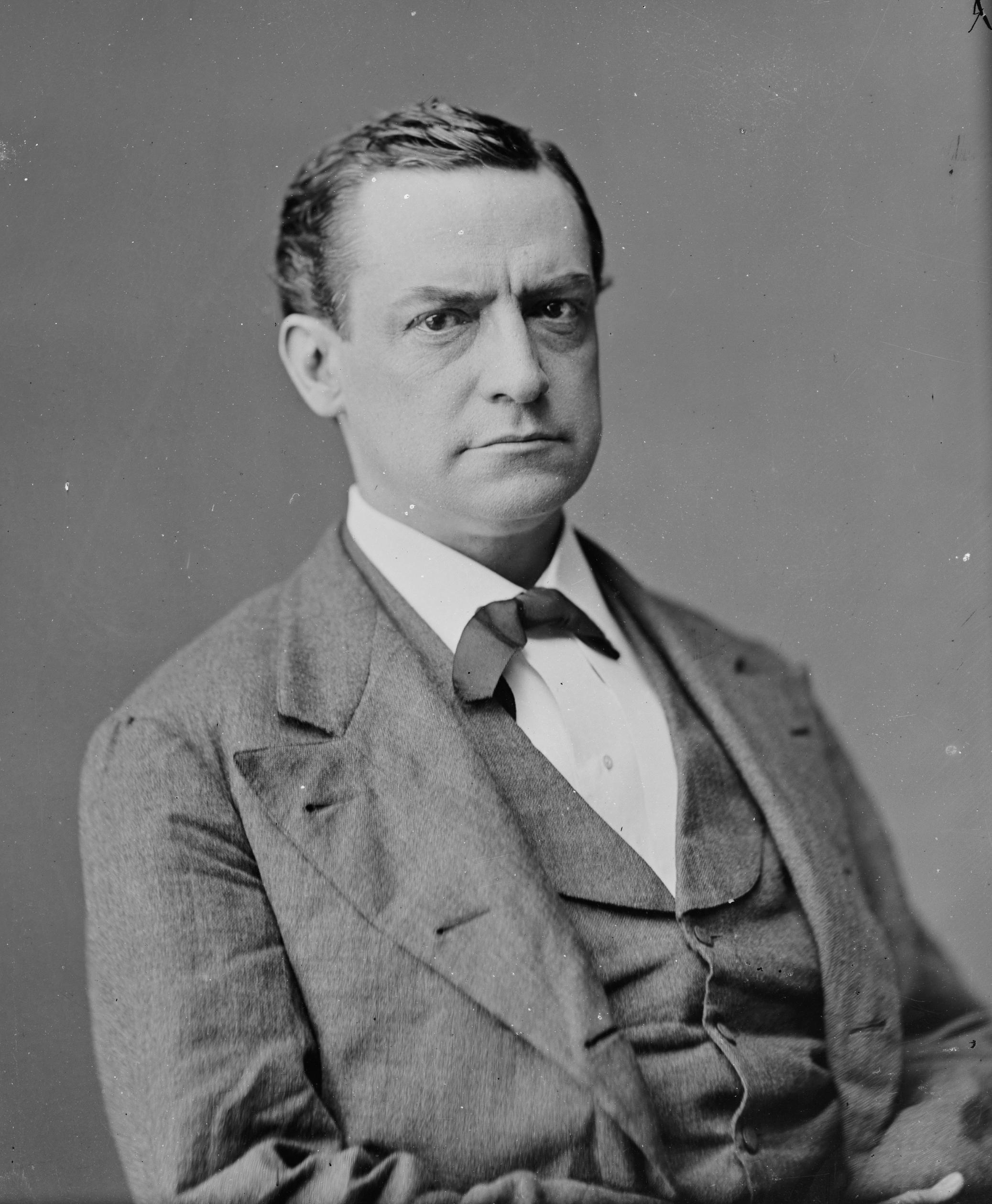
Samuel J. Randall

### Les conventions des autres partis
La convention du National Greenback Labor Party se déroule du 9 au 11 juin à Chicago, dans les locaux laissés vacants par le Parti républicain. Son programme est favorable à un accroissement de la masse monétaire et propose une journée de huit heures, des réglementations de sécurité dans les usines et la fin du travail des enfants. Il est le fruit de longs débats au sein du parti, dont l'aile gauche s'emporte autour de questions comme le droit de vote des femmes, l'immigration chinoise ou l'étendue des régulations publiques des conditions de travail. Des six candidats à la nomination du parti, le représentant de l'Iowa James B. Weaver, un ancien général de l'Union, est le favori et l'emporte dès le premier tour de scrutin. Le candidat à la vice-présidence est également élu dès le premier tour : il s'agit de Barzillai J. Chambers (en), un homme d'affaires texan lui aussi vétéran, mais du côté confédéré.
La convention du Parti de la prohibition se déroule également en juin à Cleveland. Davantage un mouvement qu'un véritable parti, les Prohibitionnistes ont pour principal objectif l'interdiction de l'alcool. Ce sont principalement d'anciens Républicains issus de congrégations piétistes. La convention réunit des représentants de seulement douze États, et le programme qu'ils élaborent se concentre sur la prohibition à l'exclusion des problèmes majeurs de l'époque. Leur candidat à la présidence est Neal Dow (en), un ancien général de l'Union et ancien maire de Portland, dans le Maine, ville où il a fait voter une loi interdisant la vente d'alcool dès 1851. Cette « loi du Maine » a servi par la suite de modèle à d'autres lois de tempérance votée à travers le pays. Enfin, un nouveau Parti anti-maçonnique choisit comme candidat John W. Phelps, encore un ancien général de l'Union, avec un programme axé sur l'opposition à la franc-maçonnerie.

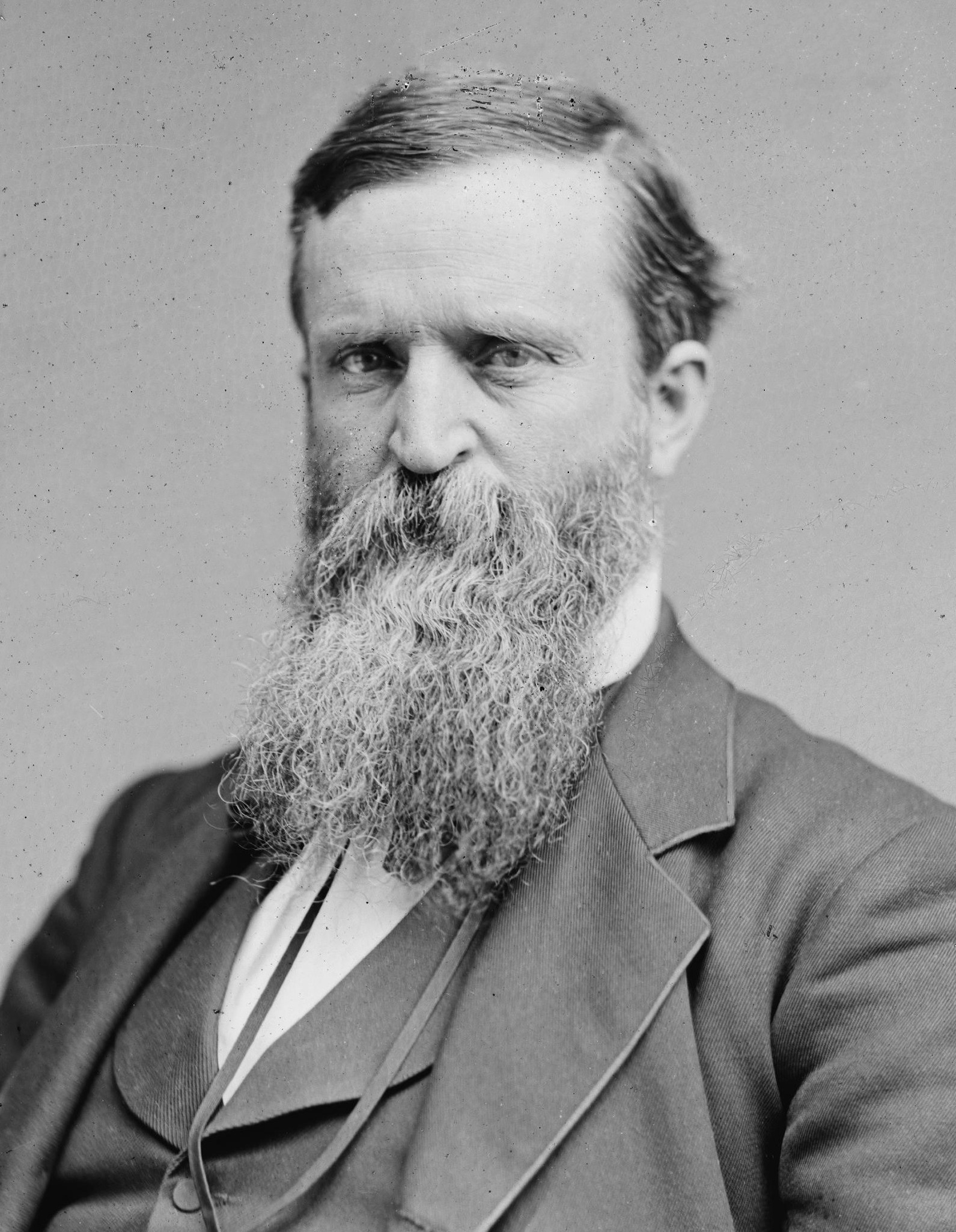
James B. Weaver
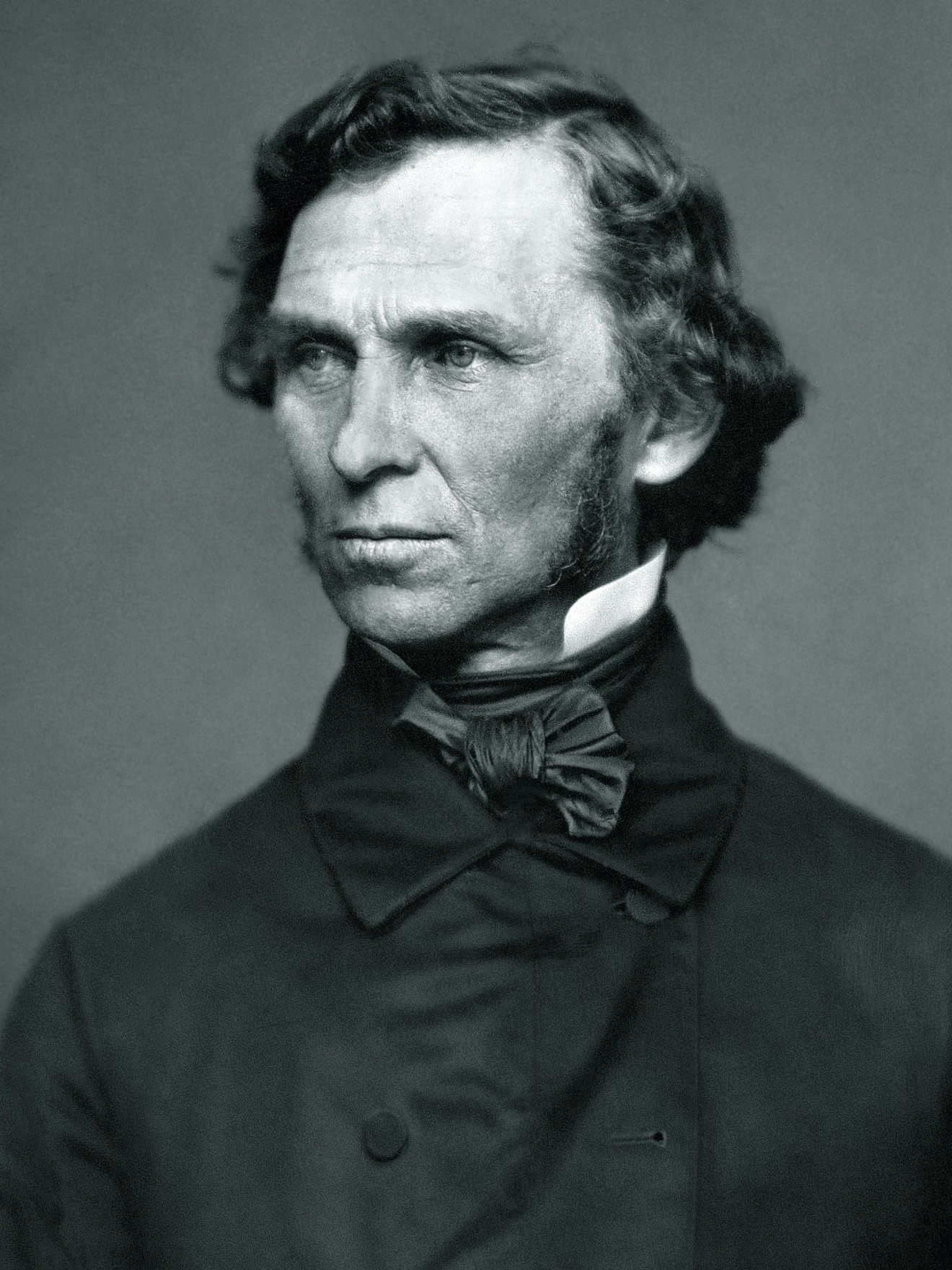
Neal Dow (en)
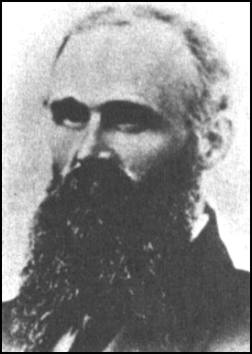
John W. Phelps

## La campagne

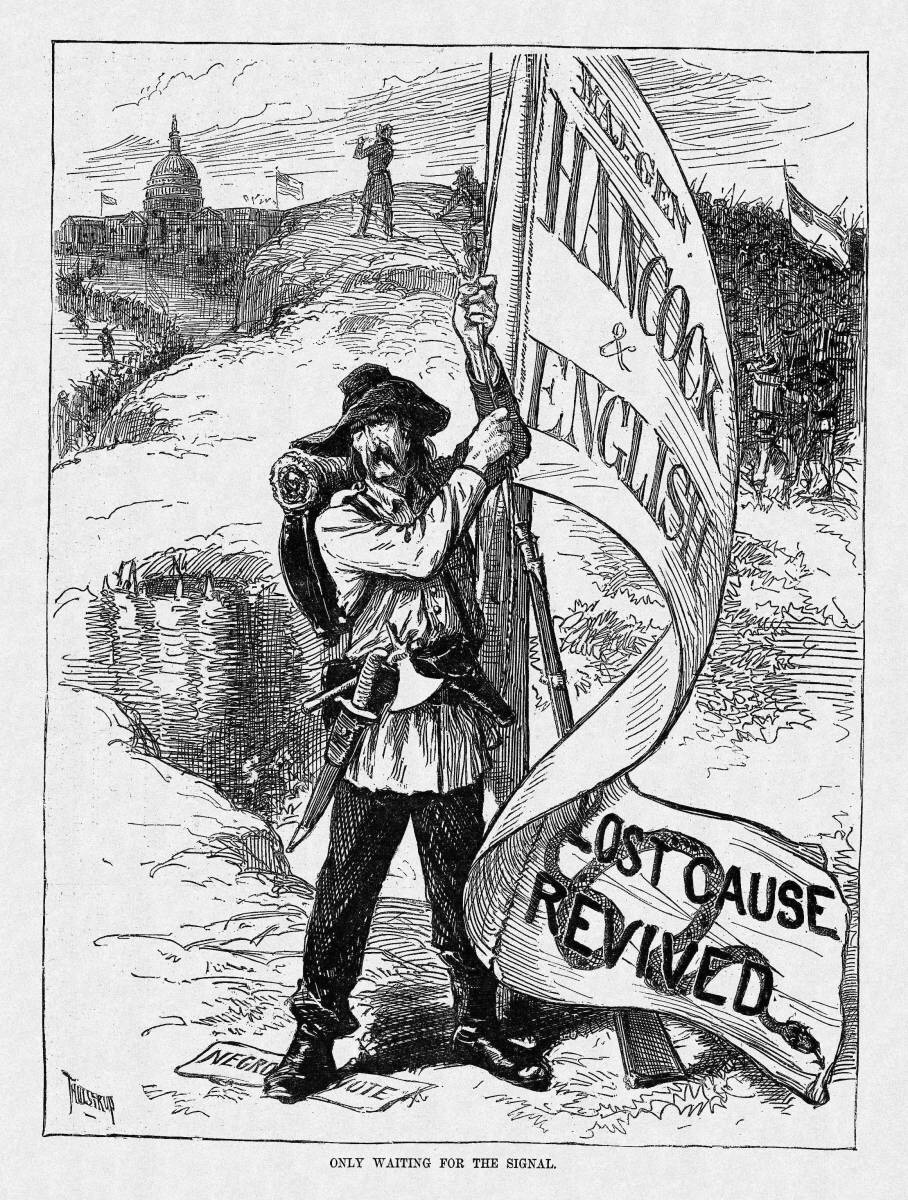
On n'attend plus que le signal : ce dessin paru dans Harper's Weekly suggère que les Confédérés vaincus n'attendent que la victoire de Hancock pour annuler les résultats de la guerre de Sécession.

Le Solid South semble d'ores et déjà acquis aux Démocrates, tandis que les Républicains s'attendent à emporter le Nord. Par conséquent, la campagne se joue dans une poignée d'États indécis, parmi lesquels l'État de New York et quelques États du Midwest. Du côté républicain, l'un des premiers arguments mis en avant est celui de la « chemise ensanglantée » (waving the bloody shirt) : il s'agit de rappeler aux votants du Nord que le Parti démocrate est responsable de la guerre de Sécession et que les démocrates s'empresseront d'annuler les gains du conflit dès qu'ils seront au pouvoir, en humiliant les vétérans de l'Union et en payant les retraites des soldats confédérés sur le trésor fédéral. Cette argumentation n'est guère efficace, car la guerre est finie depuis 15 ans et tous les principaux candidats sont d'anciens généraux de l'Union.
De leur côté, les Démocrates s'en prennent au candidat adverse en rappelant l'implication de Garfield dans le scandale du Crédit mobilier d'Amérique (en), une affaire de corruption du début des années 1870. Le rôle exact de Garfield dans cette affaire reste incertain à ce jour, même si ses biographes modernes estiment qu'il n'a pas fait preuve d'une honnêteté sans faille dans son compte-rendu des faits. En tant qu'officier de carrière, Hancock apparaît par contraste comme un candidat propre, indépendant du Congrès et des lobbyistes. Il est plus difficile pour les Républicains de s'en prendre directement au « héros de Gettysburg » ; ils préfèrent donc le décrire comme mal informé, et ils font appel à d'anciens compagnons d'armes du général pour remettre en question sa réputation. Le programme démocrate n'est pas clairement mis en avant, au point que leur message pourrait être résumé par « notre candidat est meilleur que le vôtre ».
Pour les Greenbackers, le souvenir de la guerre de Sécession est plus important dans la mesure où ils espèrent recueillir des voix dans le Sud. Weaver entreprend donc une tournée dans la région tout au long des mois de juillet et d'août. Malgré les succès rencontrés par ses antennes locales, le parti national est confronté à une opposition accrue, d'autant que son candidat est un ancien général de l'Union et un ancien Républicain. En s'adressant aux votants noirs, il s'aliène également la classe dominante, blanche et démocrate, donnant lieu à des incidents violents lors des meetings de Weaver, dont les partisans sont l'objet de menaces. Weaver poursuit sa campagne dans le Nord en septembre-octobre, s'attirant les foudres des Républicains qui l'accusent de voler leurs voix pour permettre aux Démocrates de remporter les États indécis. En effet, bien que Weaver refuse de collaborer avec les Démocrates au niveau du collège électoral, plusieurs candidats greenbacks s'allient avec eux pour battre les Républicains au niveau étatique. En septembre 1880, l'élection du gouverneur du Maine voit ainsi Démocrates et Greenbacks présenter un candidat commun, Harris M. Plaisted (en), qui remporte la victoire sur le gouverneur républicain sortant, dont la réélection semblait pourtant acquise. Cette défaite inattendue constitue un choc pour les partisans de Garfield, d'autant que le Maine est alors considéré comme un indicateur des tendances nationales : « As Maine goes, so goes the nation ». Les Républicains commencent alors à envisager un changement de stratégie.

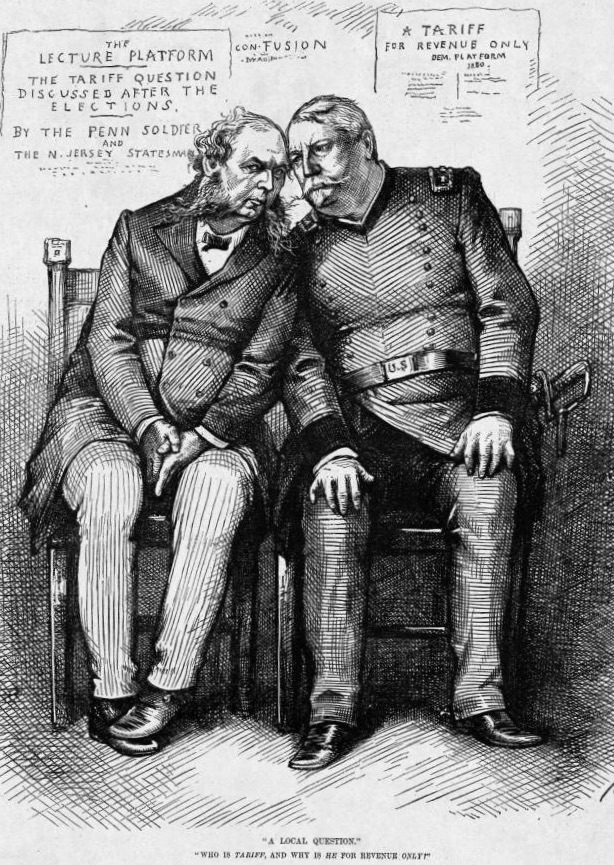
Une affaire locale : la gaffe de Hancock au sujet des droits de douane lui a peut-être coûté beaucoup de voix auprès des ouvriers du Nord.

L'une des principales différences entre les deux partis repose en une promesse laissée vague à dessein dans le programme démocrate : « a tariff for revenue only ». Les Républicains en profitent pour présenter leurs adversaires comme insensibles aux difficultés des ouvriers, une classe bénéficiant d'un protectionnisme important. Ce détail coûte de nombreuses voix aux Démocrates dans les États industrialisés du Nord, sans lesquels ils ne peuvent espérer obtenir une majorité. Hancock aggrave la situation en déclarant que « la question des droits de douane est une affaire locale ». Cette déclaration vise l'apaisement et n'est pas complètement fausse (les droits de douane reflètent souvent des considérations locales), mais elle entre tellement en contradiction avec le programme démocrate qu'elle donne l'impression que Hancock ne sait pas de quoi il parle.
La nouvelle tactique républicaine semble porter ses fruits lors des élections locales dans l'Ohio et en Indiana au mois d'octobre : ils y remportent la victoire. Les démocrates sont découragés, d'autant que le colistier de Hancock, William English, avait été choisi précisément pour sa popularité dans l'Indiana. La défaite dans cet État menace sa présence sur le ticket, mais English parvient à convaincre son parti que ces mauvais résultats sont le résultat de problèmes locaux, pas nationaux, et que la victoire reste possible en novembre dans l'Indiana et peut-être même dans l'Ohio.
La question de l'immigration chinoise fait son apparition dans la campagne au cours des dernières semaines. Dans leurs programmes, Républicains, Démocrates et Greenbackers s'engagent à limiter l'immigration depuis la Chine afin de plaire aux travailleurs de l'Ouest du pays, qui croient que cette immigration entraîne une baisse des salaires. Le 20 octobre, un journal démocrate publie une lettre adressée par Garfield à un groupe d'homme d'affaires, par laquelle il s'engage à maintenir des taux d'immigration élevés afin que les salaires restent bas. Garfield récuse rapidement cette lettre, qui est effectivement un faux, mais pas avant que 100 000 exemplaires du journal ne soient envoyés en Californie et dans l'Oregon. Cette supercherie a vraisemblablement affaibli la position de Garfield dans les États de l'Ouest, même s'il est probable qu'elle ait gagné quelques voix aux Républicains dans l'Est une fois dévoilée.

## Résultats
Il existe plusieurs décomptes pour le vote populaire, pour diverses raisons : son caractère décentralisé, le fait que les États ne certifient de manière officielle que les votes des grands électeurs, et l'éparpillement des votes démocrates entre plusieurs factions. Par conséquent, diverses sources donnent des chiffres différents : le gouvernement fédéral, utilisé comme source du tableau ci-après, donne 1 898 voix d'avance à Garfield sur Hancock, mais on peut également trouver 7 018,, 7 368, 9 070 ou encore 9 457, entre autres. L'écart de voix entre Garfield et Hancock reste le plus faible de l'histoire des États-Unis.
La participation est très élevée : 78 % du corps électoral s'est déplacée pour voter, l'un des plus hauts pourcentages de l'histoire du pays. Garfield et Hancock récoltent chacun environ 48 % des voix, tandis qu'avec ses 3 %, Weaver réalise une performance décevante, même si elle correspond au triple du score greenback lors de l'élection de 1876. Dow et Phelps ne récoltent que 0,1 % et 0,01 % respectivement. Le faible écart entre Garfield et Hancock se reflète dans les élections au Congrès : les Républicains ne disposent que d'une majorité de douze sièges à la Chambre des représentants, tandis que le Sénat est équitablement partagé entre les deux partis. Hancock remporte 19 États, principalement dans le Sud, tandis que Garfield s'impose dans les 19 autres États du Nord : ces derniers étant plus peuplés, sa victoire au collège électoral est plus tranchée que celle du vote populaire, avec 214 grands électeurs pour lui contre 155 pour Hancock. Cette élection entérine le recul républicain dans le Sud après la Reconstruction et leur prouve qu'ils peuvent remporter la présidence sans avoir à y mener campagne,.
| Candidats                                    | Parti                          | Grands électeurs | Vote populaire | Vote populaire |
| -------------------------------------------- | ------------------------------ | ---------------- | -------------- | -------------- |
| Candidats                                    | Parti                          | Grands électeurs | Voix           | %              |
| James A. Garfield / Chester A. Arthur        | Parti républicain              | 214              | 4 446 158      | 48,27 %        |
| Winfield S. Hancock / William H. English     | Parti démocrate                | 155              | 4 444 260      | 48,25 %        |
| James B. Weaver / Barzillai J. Chambers (en) | National Greenback Labor Party | 0                | 305 997        | 3,32 %         |
| Neal Dow (en) / Henry Adams Thompson (en)    | Parti de la prohibition        | 0                | 10 305         | 0,11 %         |
| John W. Phelps / Samuel C. Pomeroy           | Parti américain                | 0                | 707            | 0,01 %         |